# Rue Fétis
La Rue Fétis (en néerlandais : Fétisstraat) est une rue bruxelloise de la commune d'Etterbeek en Belgique, qui va de la chaussée de Wavre à l'avenue d'Auderghem. Elle porte le nom d'un ancien directeur du Conservatoire de Bruxelles, François-Joseph Fétis.
La numérotation des habitations va de 1 à 47 pour le côté impair et de 2 à 62 pour le côté pair.

## Adresses notables
- no 29-31 : Complexe scolaire mixte Les Maronniers